# Natale Vicari
Natale Vicari (* 19. März 1809 in Agno; † 17. September 1895 ebenda) war ein Schweizer Rechtsanwalt, Politiker, Tessiner Grossrat, Ständerat, Staatsrat und Richter am Militärkassationsgericht.

## Biografie
Natale Vicari war Sohn des Angestellten und Grundbesitzers Giovanni Battista und dessen Ehefrau Giuseppa geborene Giani. Er heiratete Virginia Poncini. Ab 1828 studierte er Rechtswissenschaft an der Universität Pavia. Ab 1834 war er als Advokat und Notar tätig. Als Politiker war er Tessiner Grossrat für die Radikalen von 1839 bis 1860 und von 1870 bis 1877 (mehrmals Präsident). Im Jahr 1845 war er Tagsatzungsabgeordneter, dann Ständerat von 1850 bis 1851 und von 1858 bis 1860 sowie Staatsrat (Bau- und Militärdepartement) von 1860 bis 1868.
An der Spitze der Kolonne Vicari-Simonetta, in der ca. 120 Tessiner Freiwillige kämpften, nahm er am Ersten Italienischen Unabhängigkeitskrieg teil und kämpfte 1848 bei Peschiera gegen die Österreicher. Als Oberst war er auch Richter am Militärkassationsgericht. Als einflussreiche Figur des Tessiner Radikalismus im 19. Jahrhundert spielte er eine wichtige Rolle bei allen politischen Ereignissen im Kanton zwischen 1830 und 1875.